# Henning Bendtsen
Henning Bendtsen est un directeur de la photographie danois né le 9 mars 1925 à Copenhague (Danemark) et mort le 8 février 2011. Il a aussi réalisé un court métrage, Ping Pong en 1950.

## Filmographie

### comme directeur de la photographie
- 1948 : Hvide kryds, De
- 1949 : Peter må vente
- 1949 : Spar på vandet
- 1950 : Legato
- 1952 : Avismanden
- 1952 : Kærlighedsdoktoren
- 1952 : Ta' Pelle med
- 1953 : Hejrenæs
- 1953 : Min søn Peter
- 1953 : Sønnen
- 1953 : Gælder livet, Det
- 1954 : Himlen er blaa
- 1954 : Et Eventyr om tre
- 1954 : Sukceskomponisten
- 1955 : I går, i dag og i morgen
- 1955 : La Parole (Ordet)
- 1955 : Flugten til Danmark
- 1955 : Mod og mandshjerte
- 1955 : Tre finder en kro
- 1955 : Gengæld
- 1956 : Hvad vil De ha'?
- 1956 : Store gavtyv, Den
- 1956 : Tante Tut fra Paris
- 1956 : Vi som går stjernevejen
- 1957 : Der var engang en gade
- 1957 : Hidden Fear
- 1957 : Natlogi betalt
- 1957 : Sønnen fra Amerika
- 1957 : Amor i telefonen
- 1958 : Over alle grænser
- 1958 : Giro 9 kalder
- 1959 : Hest på sommerferie
- 1959 : Olie til Danmark
- 1959 : Paw, un garçon entre deux mondes (Paw)
- 1961 : Komtessen
- 1961 : Sorte Shara
- 1961 : Eventyr på Mallorca
- 1961 : Landsbylægen
- 1962 : Dirch går køkkenvejen
- 1962 : Tossede paradis, Det
- 1962 : Oskar
- 1962 : Drømmen om det hvide slot
- 1963 : Vi har det jo dejligt
- 1963 : Frøken April
- 1963 : Bussen
- 1963 : Gudrun
- 1964 : Slottet
- 1964 : Ta' chancen
- 1964 : I samme sekund
- 1964 : Don Olsen kommer til byen
- 1964 : Gertrud
- 1965 : Flådens friske fyre
- 1965 : Pigen og millionæren
- 1966 : Naboerne
- 1966 : Nu stiger den
- 1967 :  La Mante rouge (Den Røde kappe)
- 1967 : Dilmun
- 1967 : Elsk... din næste
- 1967 : Onkel Joakims hemmelighed
- 1968 : Soldaterkammerater på bjørnetjeneste
- 1969 : Mordskab
- 1970 : Smuglerne (série télévisée)
- 1981 : Ulvetid
- 1987 : Epidemic
- 1989 : Vindkraft
- 1990 : Sangen om kirsebærtid
- 1991 : Europa

### comme réalisateur
- 1950 : Ping Pong